# Kwan Ga-ya
Kwan Ga-ya (* 1966 in Gyeongsang-do) ist ein südkoreanischer Comiczeichner.
Sein erstes Werk als professioneller Zeichner veröffentlichte er 1995 mit der ersten Episode seiner Serie Sonne und Mond, an der er noch bis 1997 arbeitete. Die Serie wurde auch in fünf Büchern herausgegeben, eine spätere Neuauflage fasste den Comic in drei Büchern zusammen. Dieser Manhwa ist ein Action-Drama mit vielen Kampfszenen, angesiedelt in einem historischen Korea.
Es folgte für das Magazin Young Jump (영점프) von 1998 bis 2002 die Serie Namja Iyagi, die bei Seoul Cultural Publishing auch in zehn Büchern erschien. Dieser Comic spielt in einer nahen Zukunft in einer zerstörten Stadt, in der eine Art elektronisches Leben die Menschen ersetzt hat. 2000 erschien im Magazin Cocomics (코코믹스) die Serie Pungun nama, später wurde diese in zwei Sammelbänden herausgegeben. Von 2002 bis 2004 arbeitete Kwan schließlich an den fünf Bänden von Purun kil.
Kwans Werk wird ins Französische und Deutsche übersetzt.

## Werke
- Sonne und Mond (해와 달, Hae wa dal), 1995–1997
- Namja Iyagi (남자이야기), 1998–2002
- Pungun nama (풍운남아), 2000
- Purun kil (푸른길), 2002–2004